# Nhà thờ Đức Mẹ lên trời ở Pelplin
Nhà thờ Đức Mẹ lên trời ở Pelplin hay còn gọi là nhà thờ lớn Pelplin (tiếng Latinh: Polplinum) là một tu viện dòng Xitô lâu đời ở thị trấn Pelplin và nằm về phía nam của thành phố Gdańsk, Ba Lan. 

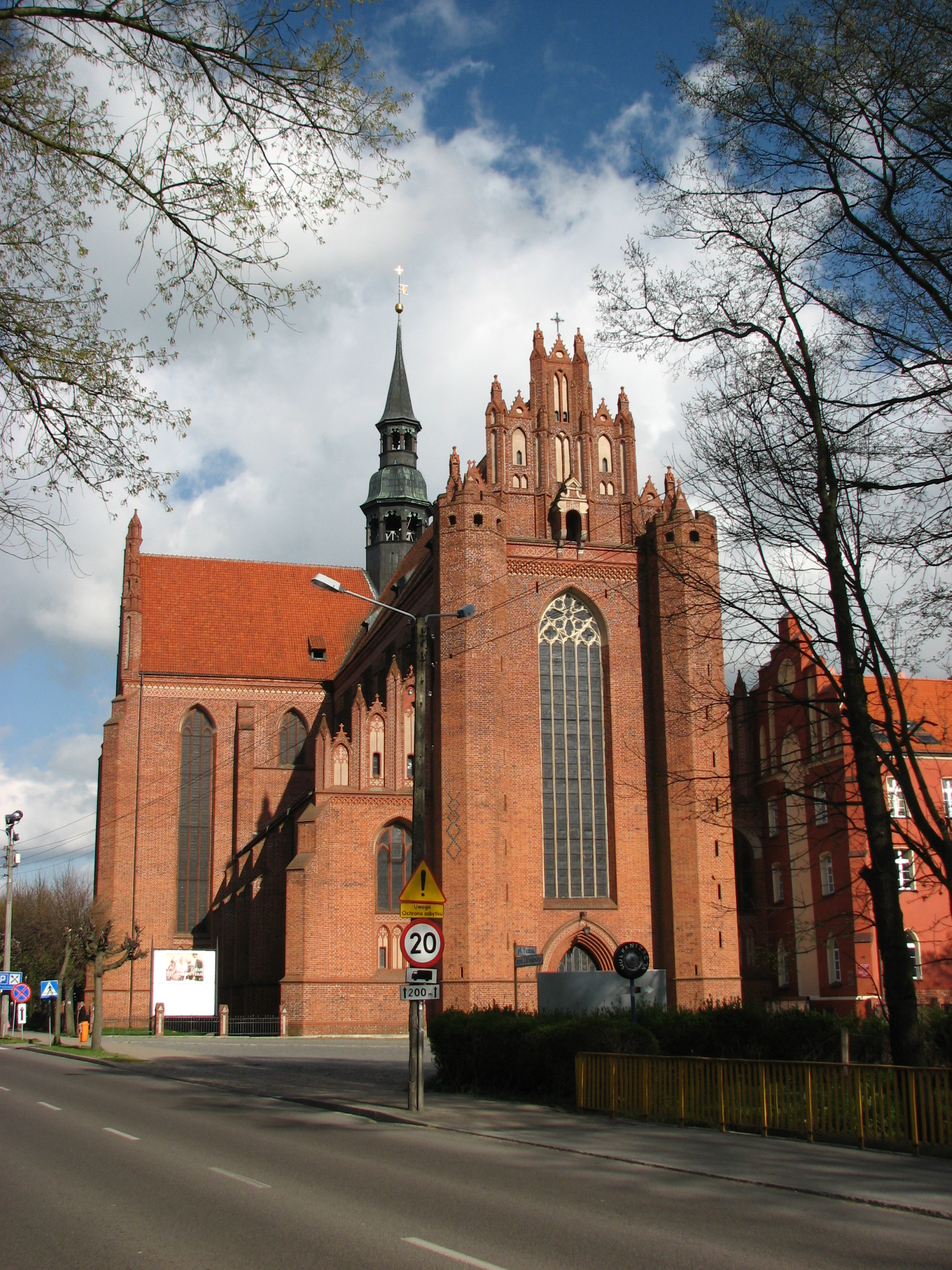
Nhà thờ lớn Pelplin

Nhà thờ Pelplin được thành lập vào năm 1258 bởi Sambor II, Công tước vùng Pomerania. Nhà thờ này là một nhánh (daughter house) của tu viện dòng Xitô Doberan ở Đức. Lần đầu tiên, nhà thờ được đặt tại làng Pogódki (Pogutken) gần thị trấn Kościerzyna (Berent) rồi sau đó được chuyển về thị trấn Pelplin. Ngày 5 tháng 3 năm 1823, nhà thờ bị giải thể do nghị định của Vương quốc Phổ. Từ năm 1824 trở đi, nhà thờ lớn Pelplin đóng vai trò là nhà thờ chính tòa của giáo phận Công giáo Pelplin.

## Công trình chính
Công trình xây dựng nhà thờ chính tòa Pelplin bắt đầu từ năm 1289. Nhà thờ được xây dựng chủ yếu bằng gạch và mang phong cách kiến trúc Gothic, với chiều dài là 80 mét và chiều cao là 26 mét. Việc xây dựng nhà thờ chính tòa được hoàn thiện vào năm 1323 còn các công trình phụ được hoàn thành vào năm 1557. Hiện nay, nhà thờ chính tòa Pelplin là một trong những nhà thờ rộng nhất tại Ba Lan. Ngoài ra, nhà thờ Pelplin còn được xem là một nhà thờ điển hình kiểu mẫu cho kiến trúc Gothic bằng gạch. Tại thị trấn Pelplin, các công trình kiến trúc cũng có phần ảnh hưởng bởi truyền thống dòng Xitô.

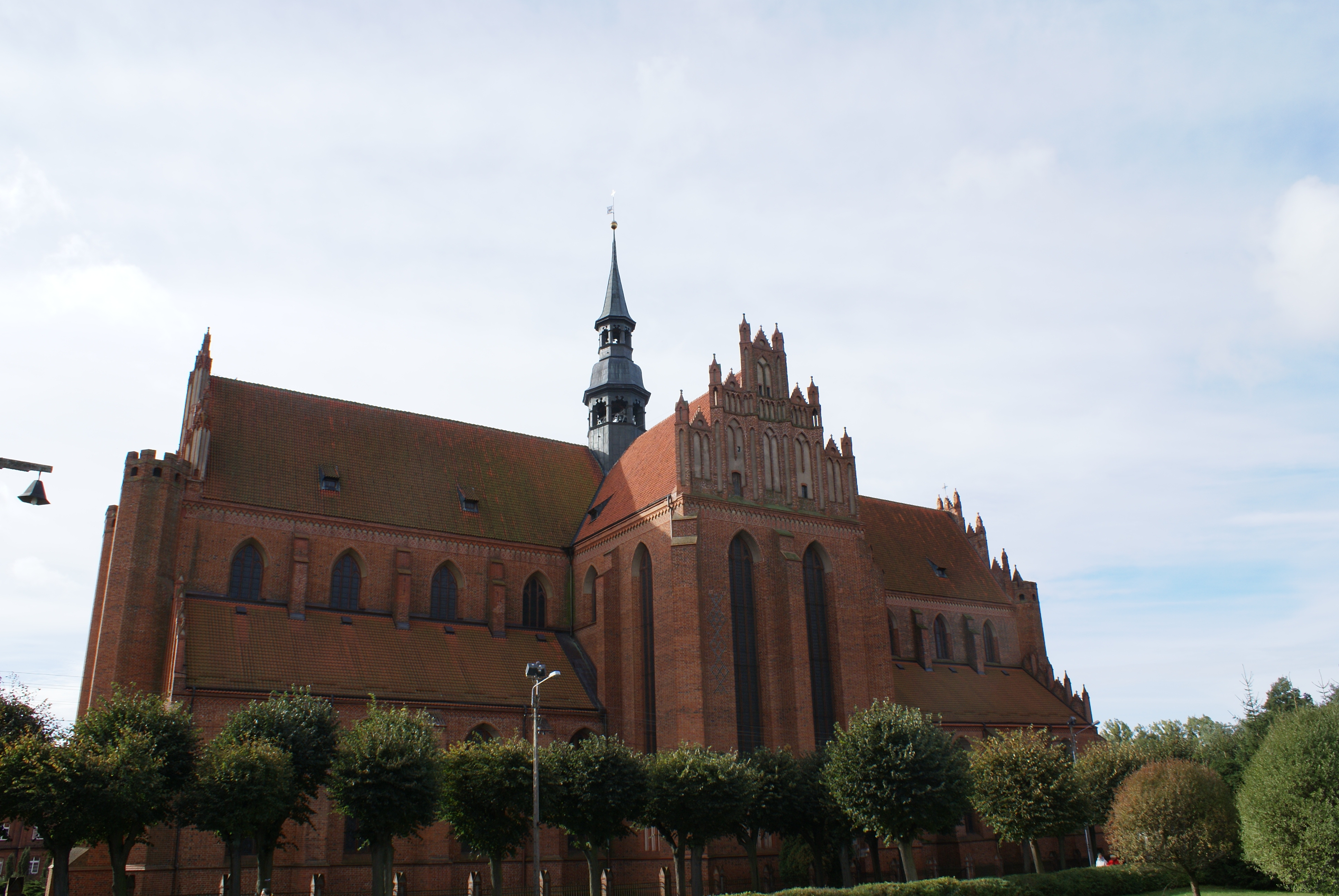
Nhà thờ lớn Pelplin
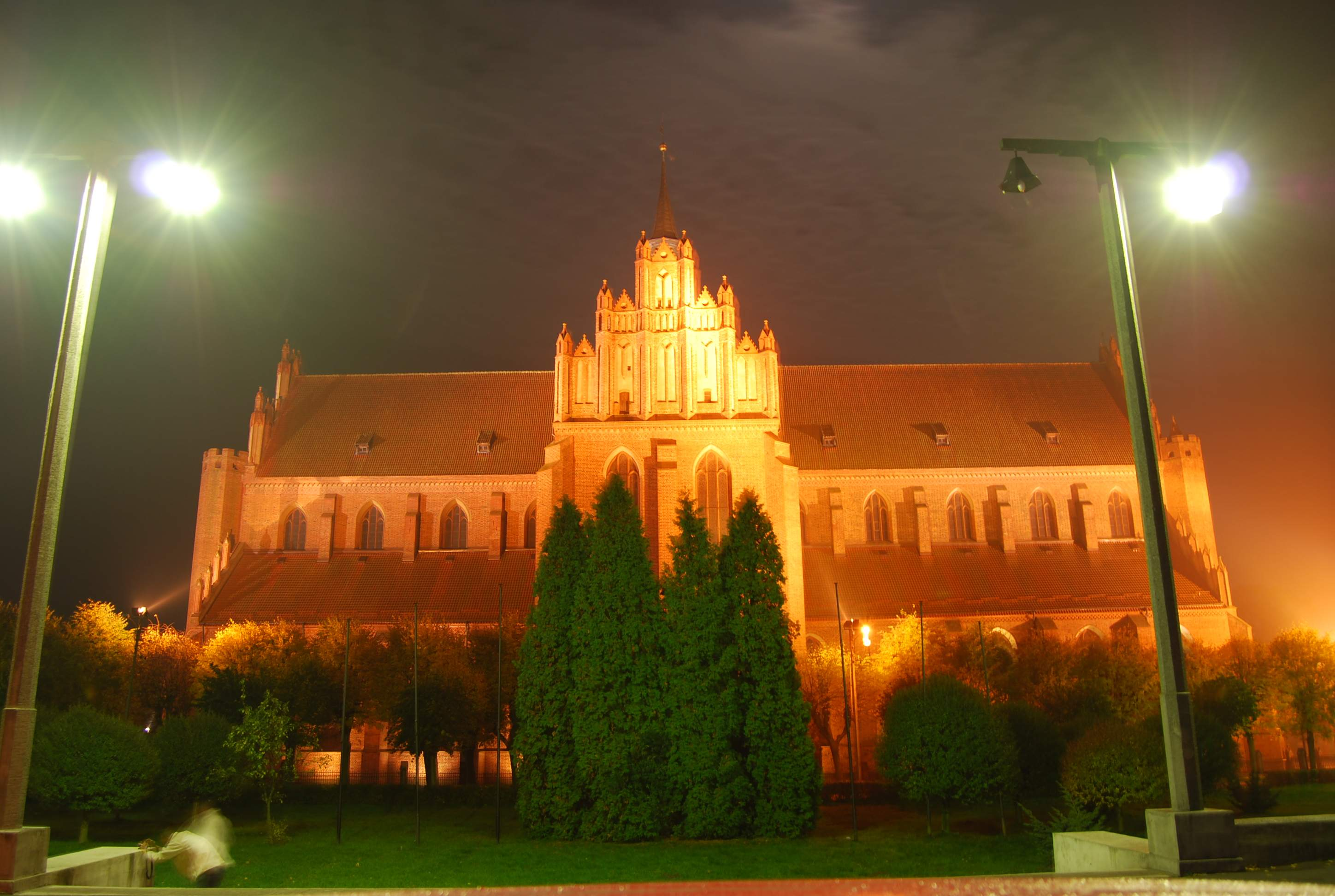
Nhà thờ chính tòa khi đêm xuống
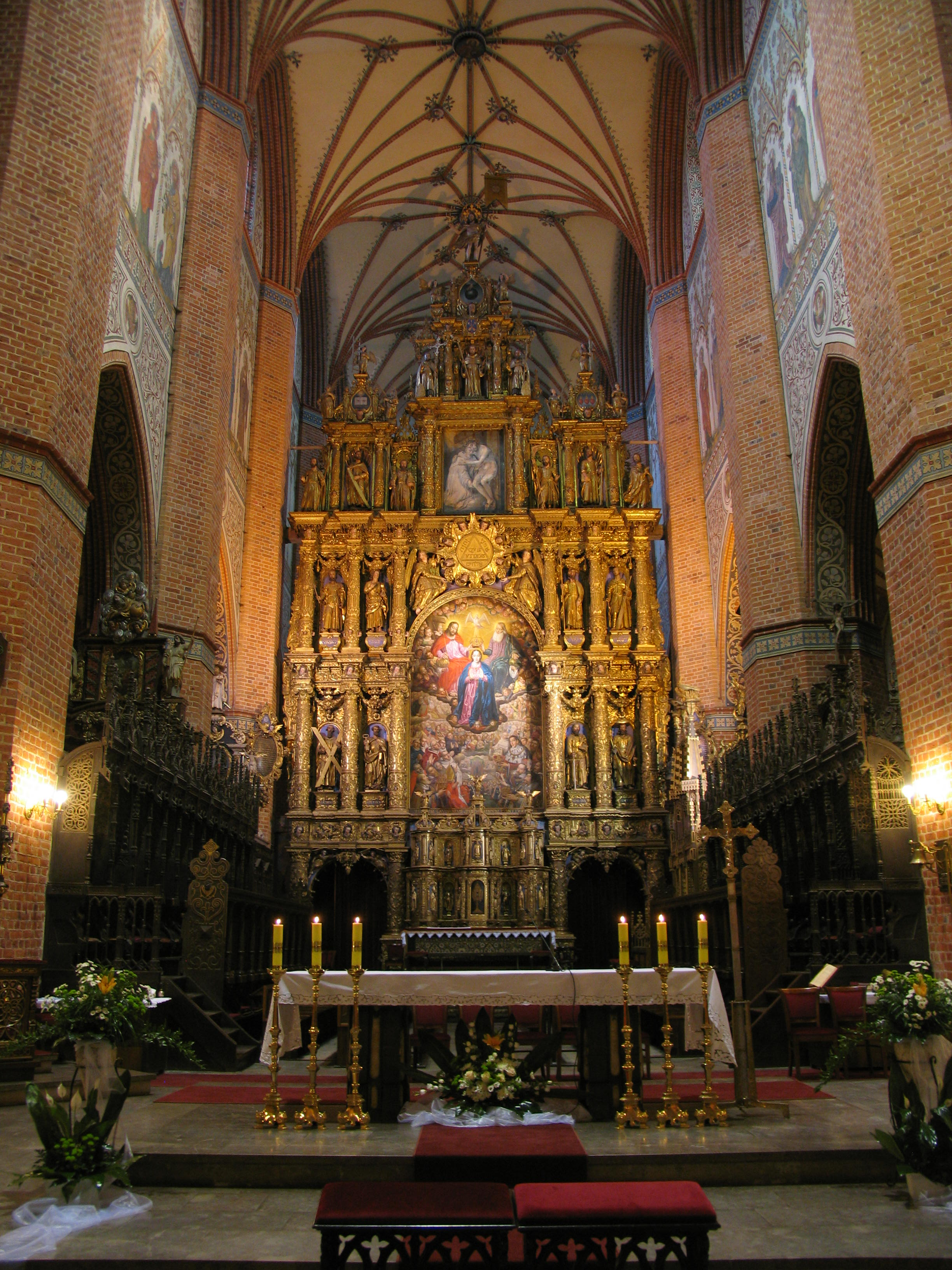
Bệ thờ chính
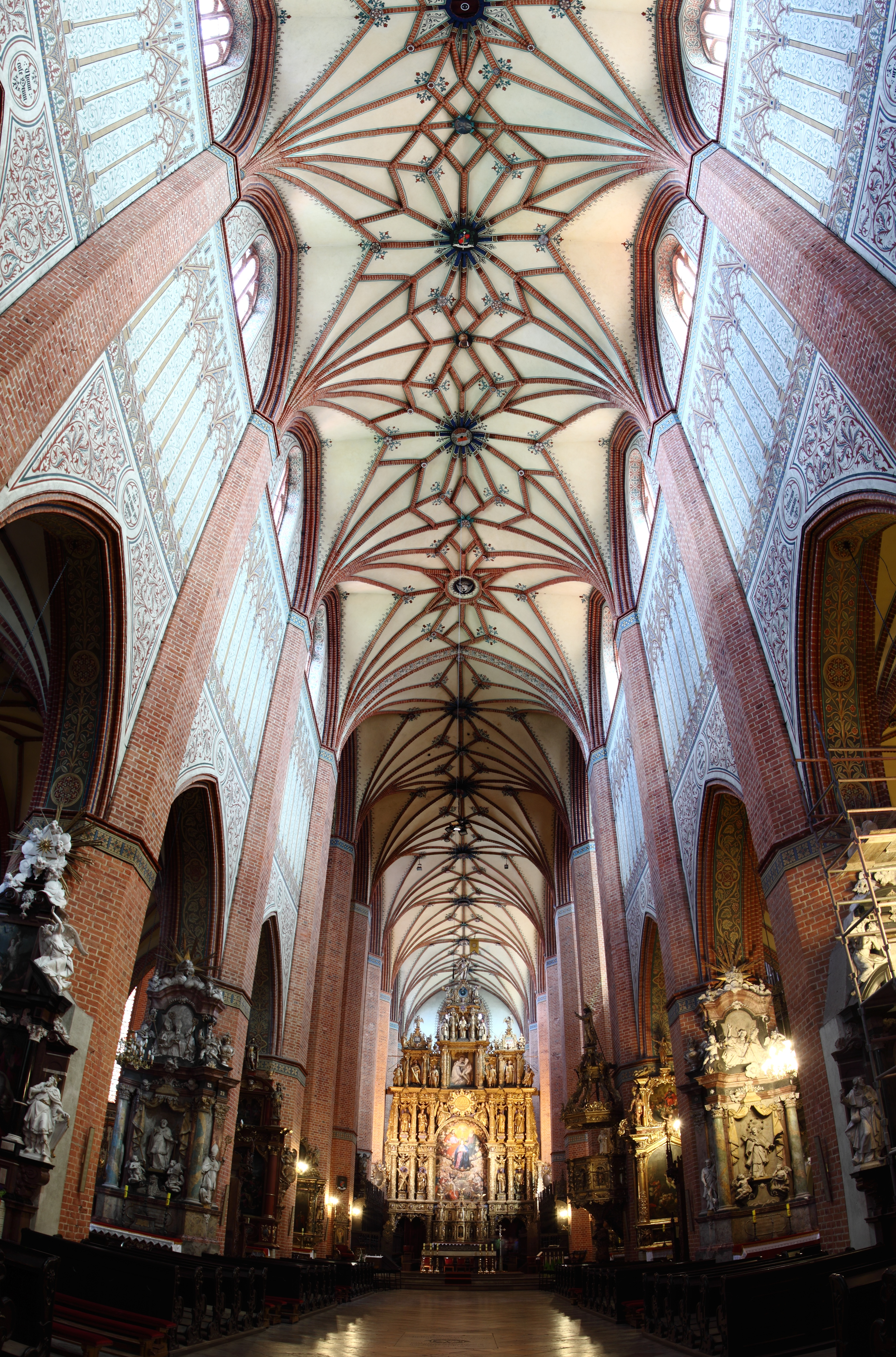
Gian giữa của giáo đường
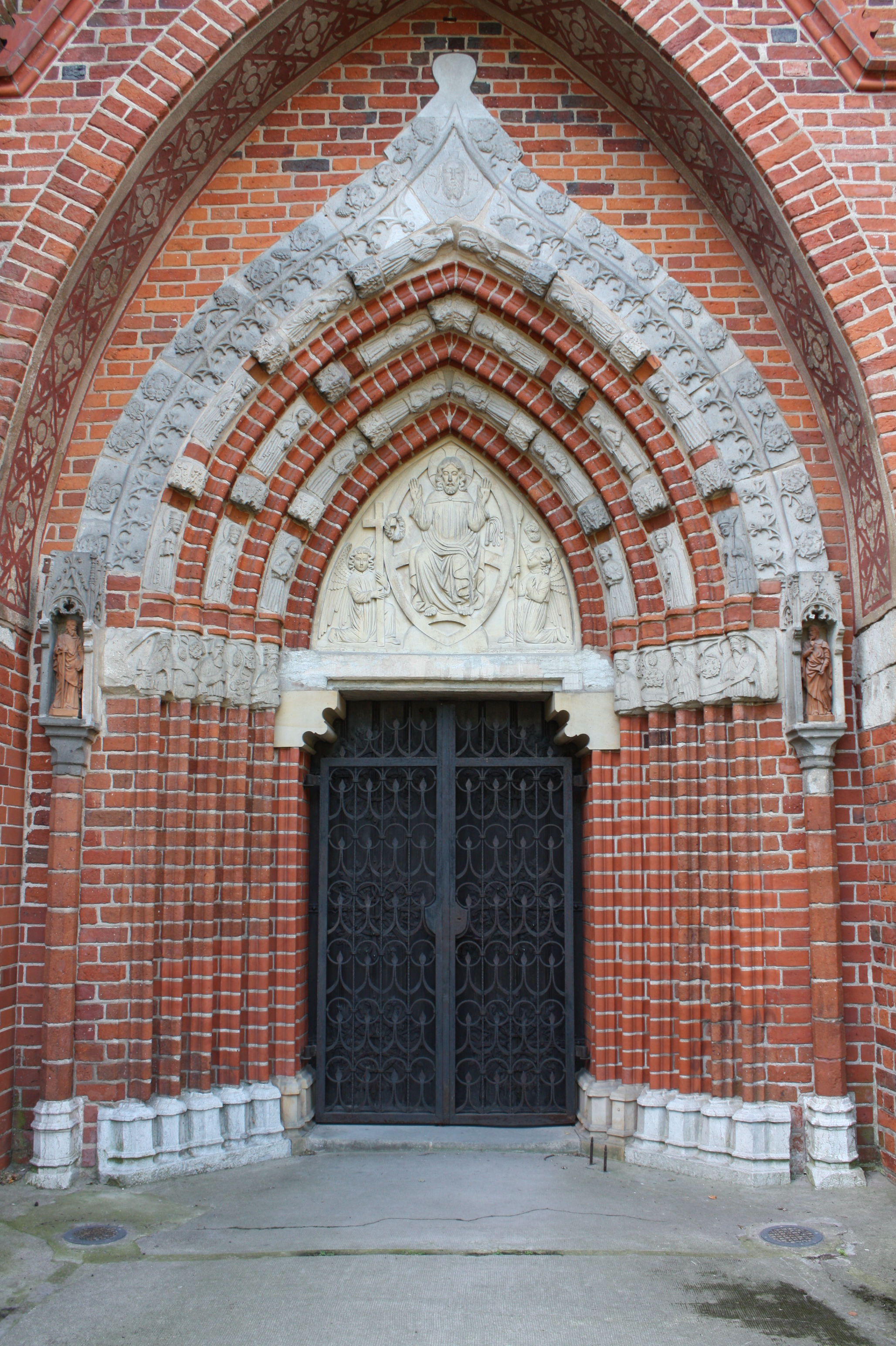
Cổng được xây theo phong cách Gothic
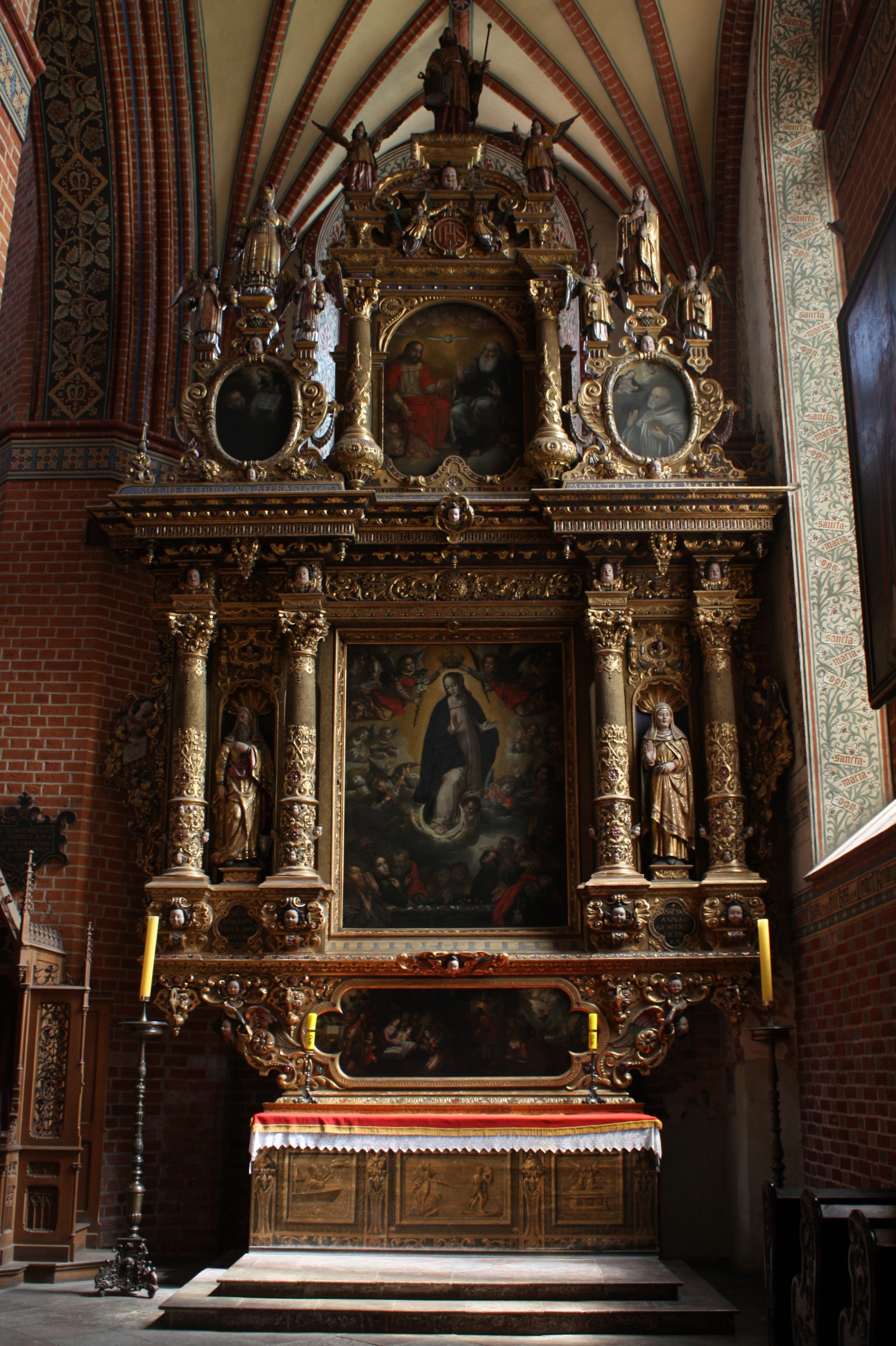
Một bệ thờ được họa bởi Herman Hann
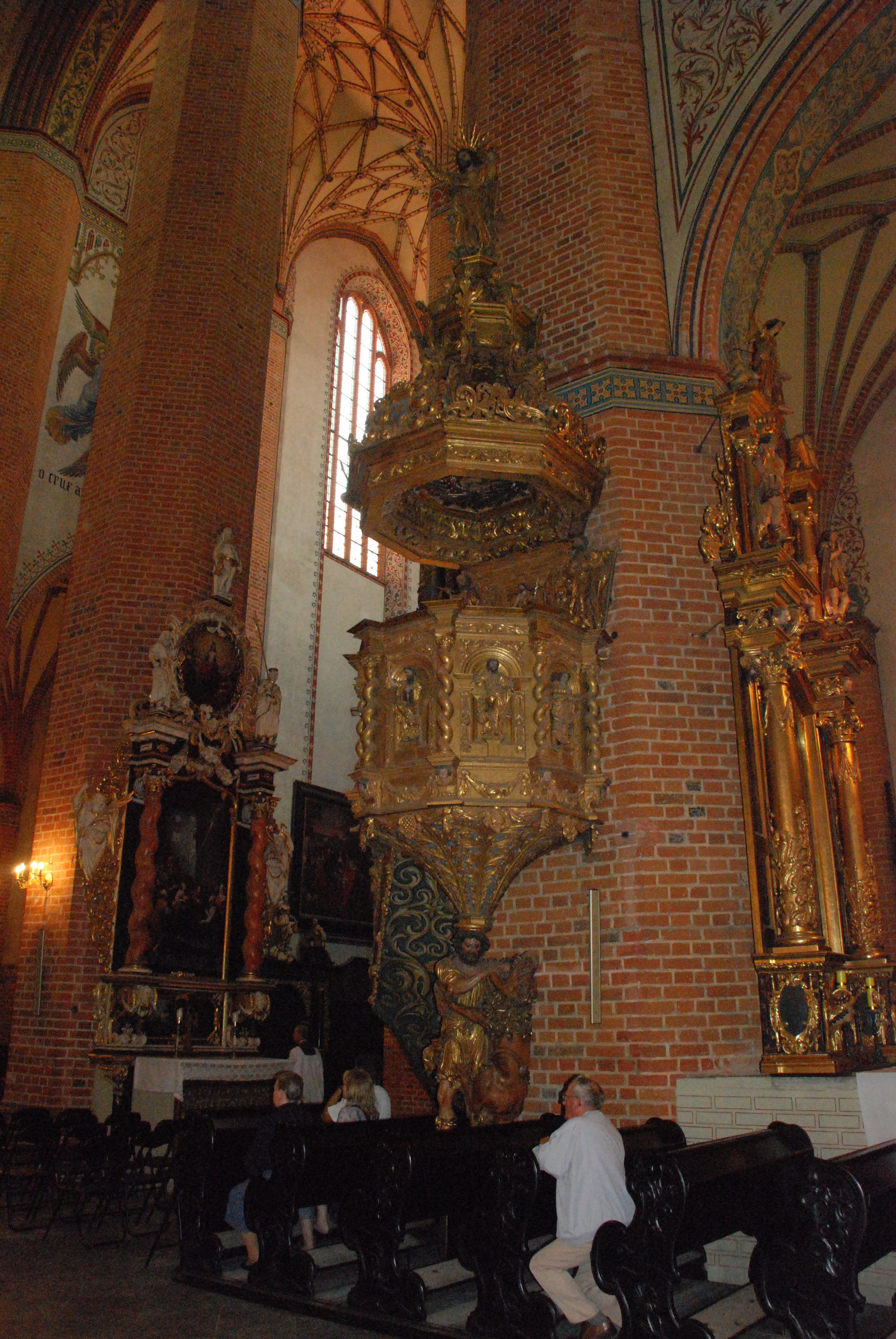
Bục thuyết giảng được thiết kế theo phong cách Baroque
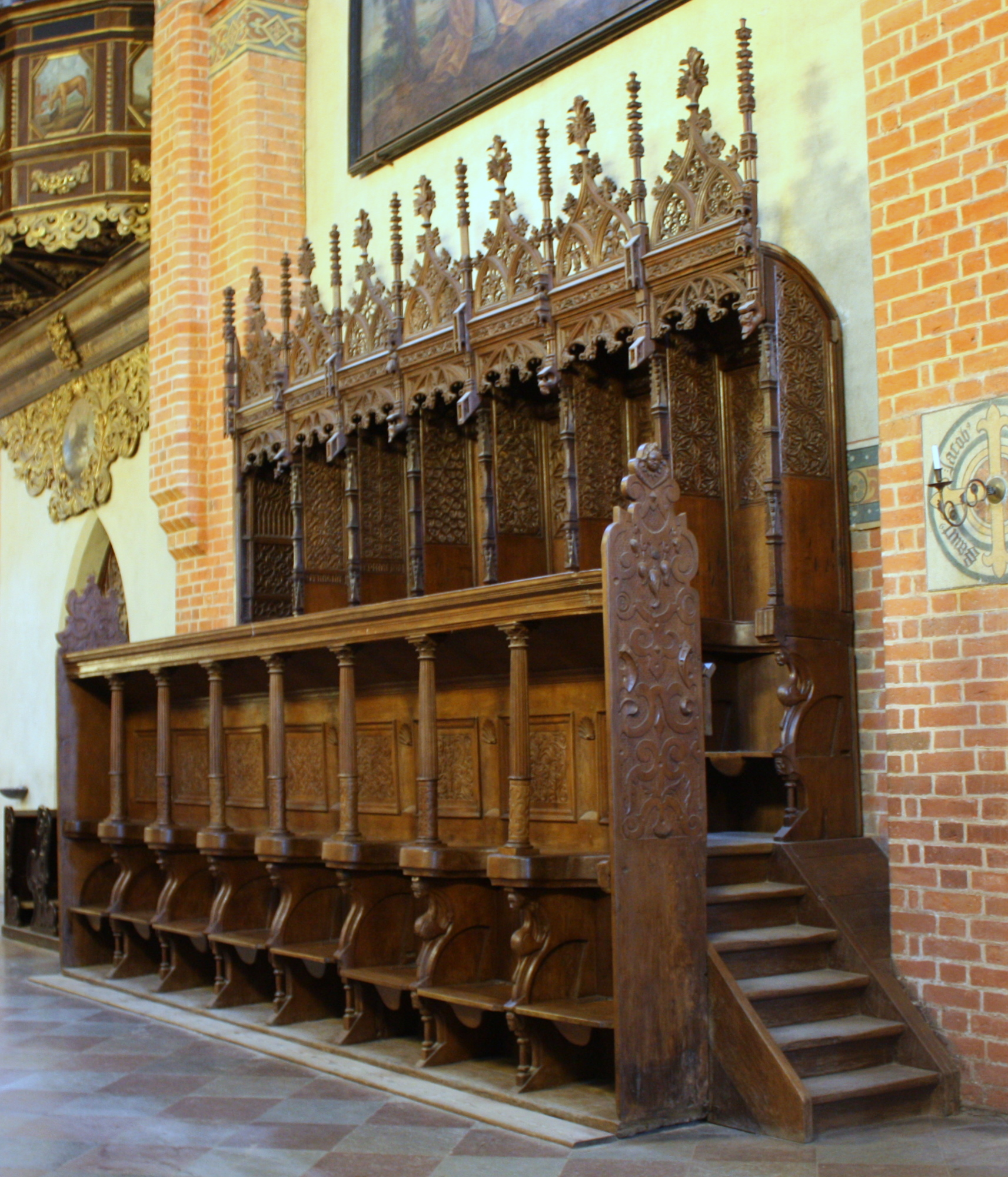
Vị trí đứng của đội hợp xướng theo phong cách Gothic
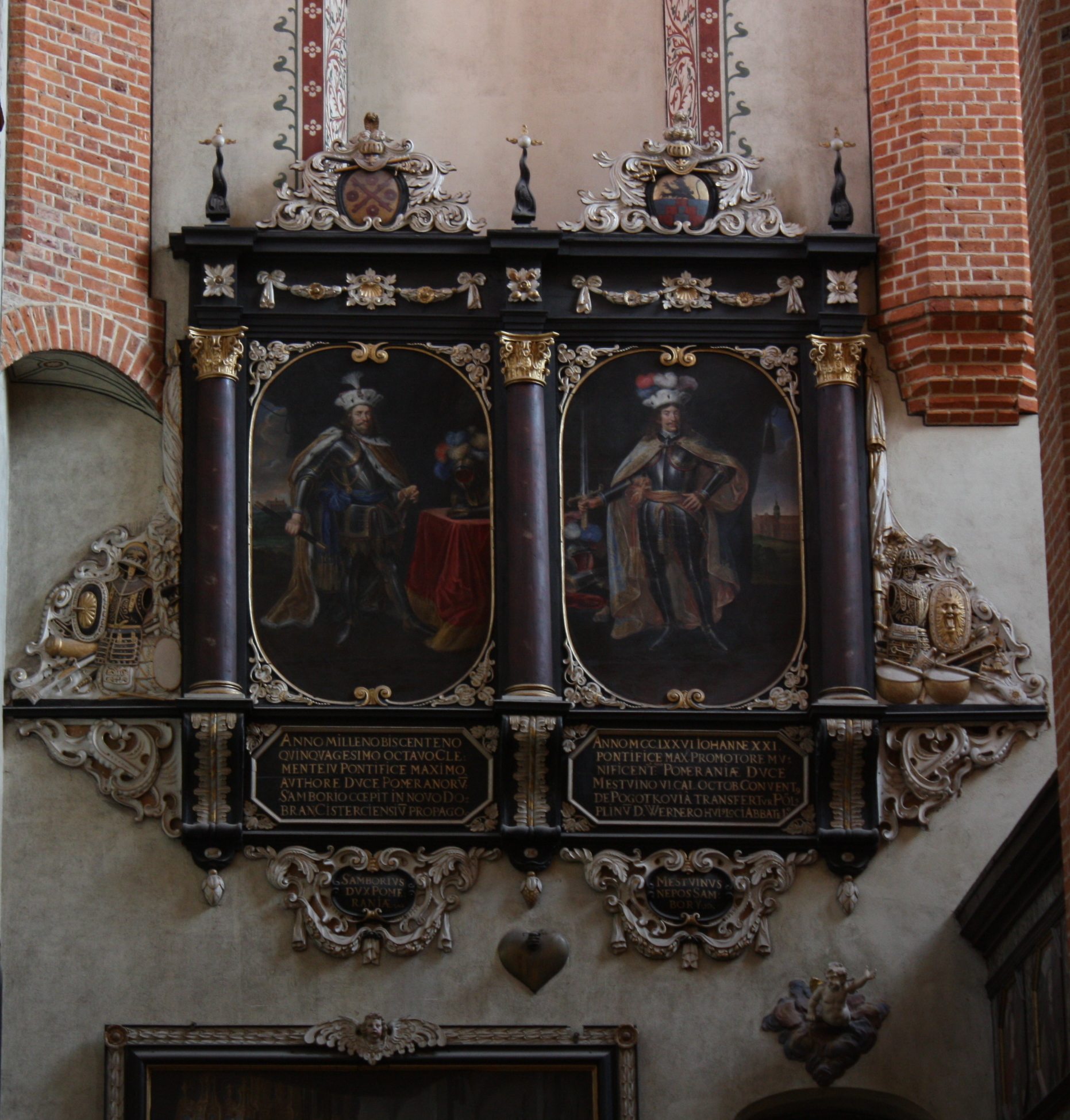
Các bức họa bên trong nhà thờ
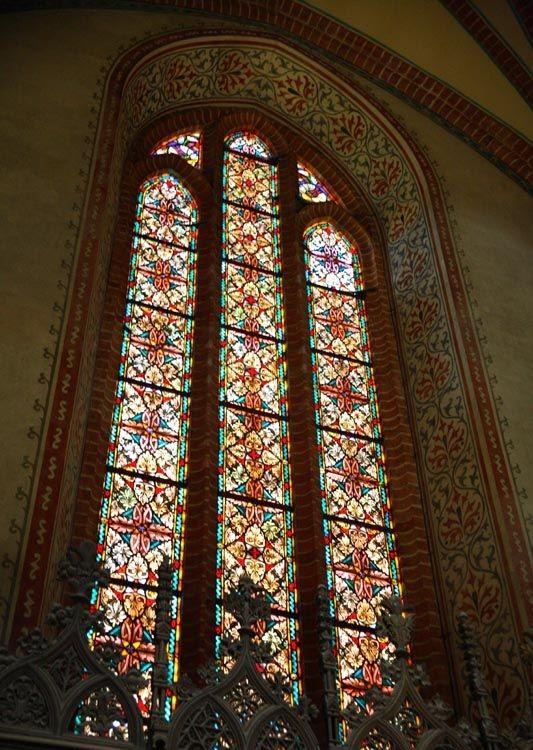
Cửa kính màu ghép theo phong cách Gothic
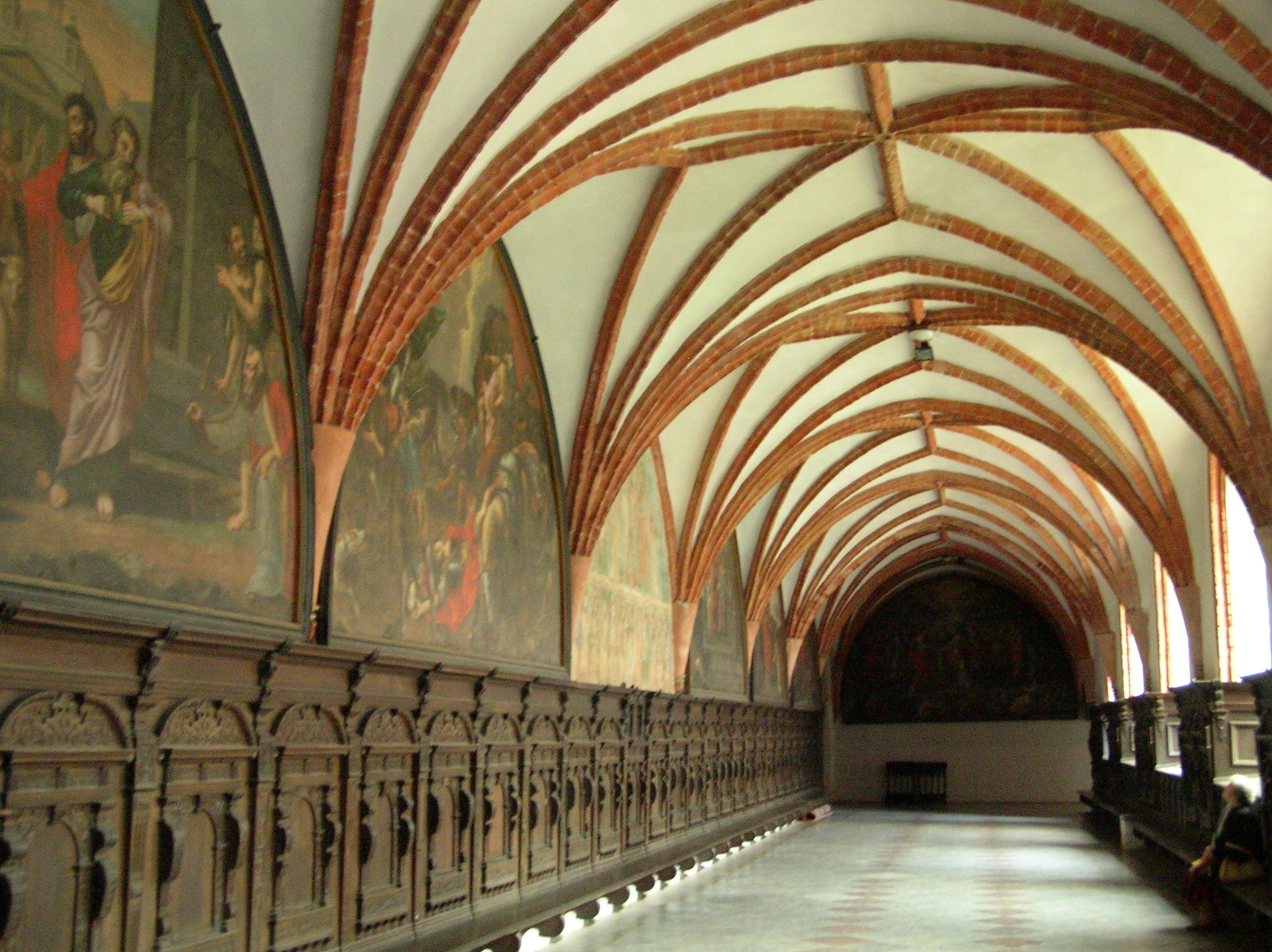
Hành lang bên trong nhà thờ
Nội thất phía tây nhà thờ